# Stanisław Kowalski
Stanisław Kowalski (Rogówek (Gowarczów), 14 april 1910 – Świdnica, 5 april 2022) was een Poolse supereeuweling, die bijkomende bekendheid genoot als atleet.
Kowalski werd geboren in de tijd dat Polen nog toebehoorde aan het Keizerrijk Rusland in het dorpje Rogówek in gemeente Gowarczów. In 2015 nam hij deel aan een atletiekmeeting als oudste atleet ooit. Tot dan was John Whittemore de oudste atleet ooit op 104-jarige leeftijd in het jaar 2004.
Kowalski boekte in de nieuwe categorie M105 drie wereldrecords: op de 100 meter (34'50"), kogelstoten (4,27 meter) en discuswerpen (7,50 meter). 
Na het overlijden van Saturnino de la Fuente Garcia op 18 januari 2022 was hij de oudste nog levende man van Europa en de op twee na oudste nog levende man ter wereld. Kowalski overleed enkele maanden later, kort voor zijn 112e verjaardag.